# Ikare
Ikare é uma cidade do estado de Ondo, na Nigéria. Sua população é estimada em 208.156 habitantes.